# Клюшниківка
Клюшникі́вка — село в Україні, у Миргородському районі Полтавської області. Населення становить 523 осіб. Входить до складу Комишнянської селищної громади.

## Географія
Село Клюшниківка примикає до села Андріївка, за 1 км від села Сохацьке. По селу протікає пересихаючий струмок з загатою. Поруч проходить залізниця, станція Дібровський Кінний Завод за 4,5 км.

## Історія
З 1917 — у складі УНР. З 1921 — стабільний комуністичний режим. 1929 сталінська влада почала терор проти незалежних господарств, значна частина селян незаконно депортована у Росію. Типовою є доля Сергія Щербини 1891 року народження. Заарештований карателями НКВС 23 лютого 1931, вивезений у Північний край. Частина мешканців села реабілітована ще окупаційними органами СРСР наприкінці 1990-тих років, але грошові компенсації не виплачені.
На початок 1932 комуністична влада контролювала усе їстівне у селі, тому вдалася до масових убивств голодом. Люди рятувалися втечею на Донбас, проте російські патрулі завертали біженців у «голодні котли».
Тоді ж насильно закрито православну церкву на честь Другої Пречистої, збудованої без жодного цвяха. Старожили передають таку оповідь:
| не так вже й давно розтягли церкву. Знаю одне. Як розбирали, парторг наш, вистроїв собі хату з дерева церковного. Ну, значить, полягали спати у новій хаті, а у дванадцять ночі - дзвони дзвонять. Вони посхоплювались, повибігали, думали - знадвору, коли ж повернулись до хати. У слідуючу ніч о півночі знов — у хаті дзвонять церковні дзвони. Не змогли жити у тім домі, продали. В`їхала інша сім`я. Як тільки північ, знову те саме повторюється. Кажуть люди, що так і стоїть пусткою та хата. |
Восени 1941 сталінську владу у селі ліквідовано. Наступної осені створено Миргородський ґебіт, до якого віднесено і Клюшниківку. Проведено часткову реституцію майна родинам, постраждалим під час голодомору та «розкуркулення». Після повернення восени 1943 сталіністи провели насильницьку мобілізацію всього чоловічого населення, більшість довели до смерті на протинімецьких фронтах. 1946 вдалися до організації нового, превентивного голодомору, знищуючи базу для антисталінського партизанського руху.
На початку 1960-тих років у селі почали вперше за часів совєцької окупації виплачувати мінімальні грошові пенсії.
Село постраждало внаслідок геноциду українського народу, проведеного окупаційним урядом СРСР 1932—1933 та 1946—1947.
1991 мешканці села проголосували за відновлення державної незалежності України.
До 2020 року орган місцевого самоврядування — Клюшниківська сільська рада.

## Герб
Затверджений 6 лютого 2009 р. рішенням XVIII сесії сільської ради V скликання. Герб є промовистим.
У щиті, перетятому лазуровим і зеленим, золотий ключ в стовп, з голівкою, пробитою розширеним хрестом в колір поля і борідкою у вигляді літери «K». Щит вписаний в золотий декоративний картуш і увінчаний золотою сільською короною. На лазуровій стрічці з золотим підбоєм золотий напис «КЛЮШНИКІВКА»

## Економіка
- Молочно-товарна ферма.
- «Клюшниківське», ТОВ.

## Об'єкти соціальної сфери
- Школа.
- Клюшниківська амбулаторія.